# Hans-Peter Riel
Hans-Peter Riel (* 10. April 1943 in Wuppertal; † 3. März 2008 in Kleve) war ein deutscher Journalist.
Riel wuchs im niederbergischen Wülfrath auf, wo er 1959 an der Theodor-Heuss-Realschule die Mittlere Reife erwarb. Danach absolvierte er eine Lehre als Nachrichten- und Elektrotechniker. Zugleich besuchte er das Abendgymnasium, um das Abitur nachzuholen. An der Fachhochschule Wuppertal studierte er anschließend Elektrotechnik, arbeitete aber bereits als Journalist bei einer Lokalzeitung. Nach einem Volontariat bei der Velberter Zeitung wurde er 1964 Redakteur bei der Hamburger Bild-Zeitung. Seit 1966 arbeitete Riel für den Westdeutschen Rundfunk. Einem breiten Publikum bekannt wurde er durch seine Reportagen über einen Weißwal, der sich im Mai 1966 in den Rhein verirrt hatte. Als Moderator der Sendung Hier und Heute und der Aktuellen Stunde im WDR Fernsehen oder Zwischen Rhein und Weser im Hörfunk des Westdeutschen Rundfunks gab er den Sendungen eine besondere Prägung. 1985 übernahm Riel die Leitung des WDR-Regionalbüros Niederrhein in Kleve und berichtete darüber hinaus als ARD-Korrespondent in Den Haag aus den Niederlanden. Ende 2003 ging Hans-Peter Riel in den Ruhestand.